# Аррабал
Аррабал (порт. Arrabal)  —  район (фрегезия) в Португалии,  входит в округ Лейрия. Является составной частью муниципалитета  Лейрия. По старому административному делению входил в провинцию Бейра-Литорал. Входит в экономико-статистический  субрегион Пиньял-Литорал, который входит в Центральный регион. Население составляет 2719 человек на 2001 год. Занимает площадь 20,07 км².
Покровителем района считается Святая Маргарита (порт. Santa Margarida).